# Добротскa чипкa
Добротска чипка је врста чипке која потиче из Доброте, насеља у Бококоторском заливу, у непосредној близини Котора. Јединствена је у начину израде и призната као таква у светским научним и културним круговима. На великој изложби у Бечу 1910. године награђена је овом чипком украшена цацара- јединствена капа коју су носиле удовице, а која потиче из 15. века.
Вештина израде Добротске чипке преносила се генерацијама, од 12. до 20. века. Ова чипка у Доброту долази из Венеције преко Далмације. Не зна се ко је донео, да ли је то био поморац, трговац или жена уметница. Везиље доброћанке, својим умећем оплемениле су узорке венецијанске чипке и створиле своје препознатљиво дело. Ова вештина је 2013. године проглашена за Нематеријално културно наслеђе Црне Горе.

## Техника израде добротске чипке
При изради добротске чипке не користи се хеклица са кукицом већ обична игла за ручно шивење. Ради се не врхом већ ушима једне игле и једним концем на ланеном платну, чупајући тканину. Покрети руке су кретање игле при везу, па отуд и име добротски вез.
Везиља је бирала време и простор рада чипке. У пролеће, лето и јесен везла је у раним јутарњим сатима, на балконима и терасама а зими би тражила одговарајућу светлост поред прозора. Радила је два до три сата дневно, јер је белина чипке умарала њене очи. Мотиве је узимала из природе и радила увек само један мотив на једном раду.

## Добротска чипка у историји и традицији
Док је чекала супруга, вереника или оца који је пловио далеким морима и океанима, доброћанка је чувала кућу и украшавала пешкире и мараме чипком у коју је била уткана њена брига, љубав, бол, забринутост. Пешкир је био за мушкарца који долази са далеке пловидбе а марамау је радила за себе.
Марама и пешкир се чувају за њихове последње дане. Њима се прекривало лице покојника, а после сахране марама или пешкир поклањали су се цркви.
Веште руке везиља украшавале су раскошном добротском чипком и своје домове а и беле кошуље свог домаћина. Печат своје душе оставиле су и на оделу члана Бокељске морнарице.

## Добротска чипка данас
Сестре Анђица Ђуровић и Пину Латковић,познате везиље добротске чипке, завршиле су Домаћинску школу Кола српских сестара, почетком 20. века. Учитељица им је била Борка Милошевић из Котора. Њихово животно дело олтарник извезен за цркву  Блаженог Грације на Мулу, био је представљен 1976. године у Паризу, на изложби чипке. Олтарник је издвојен као најбољи рад.

### Професорка Надежда-Нада Радовић о добротској чипки
Професорка српскохрватског језика и југословенске књижевности у пензији Надежда Радовић из Доброте, каже да је добротска чипка „чудесан вез људске душе и природе”.
Рођена је у Котору, живи у Доброти где се је као дете сусрела са добротском чипком. Након завршеног факултета почиње да ради у својој струци и сасвим случајно упознаје последњу живу жену која је радила добротску чипку, Анђицу Ђуровић. Надежда је од Анђице научила вештину израде добротске чипке и од 1964.године и сама израђује чипке.  
„Брзо сам научила да чипкам.  То се може брзо научити само ако желите да научите. Када видите резултат рада, ако за један цантиметар пуног веза треба од пет до шест сати, а за мрежасти дио треба два сата онда вам је јасно.”
У жељи да прикаже лепоту и специфичност добротске чипке, Надежда је приређивала изложбе а од 2000.године на изложбама у Котору, Перасту, Тивту, приказује своје радове.
Поштујући оригиналност добротске везиље, Надежда је урадила нешто што до тада није урађено овим везом:
- Прву которску причу, десет  минијатура - детаљи сакралних споменика Котора, Доброте, Мула и Будве.
- Другу которску причу, седам минијатура - детаљи которских пјаца и обале.[4]

### Милена Мила Мошков - о чипкарству и стварању слика од „бисерних нити”
Својом вештином и стрпљивим радом, Милена Мила Мошков, свестрана уметница, ствара танане и чаробне слике од „бисерних нити”. Вештину израде добротске чипке, преноси на млађе полазнице, баш онако као што је научила од своје мајке. За беспрекорну израду чипке, Милена бираним речима преноси енергију, знање, прецизност и стрпљење.

### Ризница Добротске чипке
Дон Грације Ивановић, наратор и чувар ризнице  цркве Св. Еустахија у Доброти, обогаћивао је и сређивао комаде добротске чипке. У ризници је одредио посебно место, металне ладице, у којима се чува 130 комада чипке која датира из 14. века. Са тајнама ове ризнице, дон Грације Ивановић, упознаје научницу, етнолога Маријану Гушић. Дозволио јој је да слика, црта, премерава, записује. Др Маријана Гушић своју научну обраду објавила је у „Цетињском гласнику” 1980. године, књига 13.
Да би се добротска чипка сачувала за нове генерације, потребно је обезбедити посебне услове са одговарајућим осветљењем, температуром и без влаге.

## Галерија
Поморски музеј у Котору чува народну ношњу као експонат посебне вредности.